# アッティカ刑務所
アッティカ刑務所（アッティカけいむしょ、英: Attica Correctional Facility）は、アメリカ合衆国にある刑務所。
当刑務所が存在するのはニューヨーク州バッファロー市とロチェスター市の中間に位置する小さな町アッティカである。ここは最高度警戒体制がとられている刑務所(maximum-security prison)に分類されている。
また、アッティカ刑務所の隣にはワイオミング刑務所（Wyoming Correctional Facility）が併設されており、こちらは中程度の警備レベルの刑務所となっている。
1930年代にアッティカに刑務所が開設された時には、ここには多くの凶悪な犯罪者達が収容されていた。囚人達の使用する食堂や作業場には催涙ガスシステムが設置されており、このシステムは刑務所内で騒動が発生した際に使用されていた。
1971年に発生した暴動は、アメリカの刑務所の収容人数を見直す契機となった。1973年、アメリカ下院は、刑務所を小規模施設に改めるよう勧告を行った。
現在のアッティカには短期間の懲役刑から終身刑まで様々な刑に服役している囚人達がおり、また他の刑務所で規律上問題のある囚人達が送致され収容されている。